# Astochia neavensis
Astochia neavensis är en tvåvingeart som först beskrevs av Ricardo 1919.  Astochia neavensis ingår i släktet Astochia och familjen rovflugor.
Artens utbredningsområde är Kongo. Inga underarter finns listade i Catalogue of Life.